# Ronen Reichman
Ronen Reichman hebräisch רונן רייכמן (* 1960 in Tel Aviv) ist ein israelischer Judaist und Publizist. Er ist seit 2004 Professor an der Hochschule für Jüdische Studien Heidelberg.

## Leben
Reichman studierte Judaistik und Philosophie an der Universität Tel Aviv und der FU Berlin. Von 1994 bis 1996 arbeitete er als wissenschaftlicher Mitarbeiter am Seminar für Judaistik an der Universität Frankfurt. 1996 promovierte Reichman zum Thema Mishna und Sifra. Ein literarkritischer Vergleich paralleler Überlieferungen. Von 1996 bis 2004 war Reichman als wissenschaftlicher Mitarbeiter an der Hochschule für Jüdische Studien Heidelberg tätig. 2004 habilitierte er zu Abduktives Denken und talmudische Argumentation. Seit 2001 ist er Mitredakteur der Zeitschrift Trumah, Zeitschrift der Hochschule für Jüdische Studien Heidelberg und seit 1989 Mitglied des Verbandes der Judaisten in Deutschland. 

## Publikationen
- Die "Wasser-Episode" in der Hechalot-Literatur. In: Frankfurter Judaistische Beiträge (FJB) 17 (1989), S. 67–100.
- Deqel Harim. Zum Stellenwert der Frage in der rabbinischen Literatur. In: FJB 25 (1998), S. 39–50.
- Zur Analyse des Applikationsmoments im talmudischen Diskurs. In: FJB 26 (1999), S. 139–47.
- Redundanz in der Schrift; Verwendung und Widerspiegelung eines Grundprinzips rabbinischer Schriftauslegung in einigen exegetischen Regeln. In: Trumah 9 (1999), S. 147–163.
- Aspekte maimonidischer Hermeneutik im Rahmen der Rezeption der halachischen Schriftexegese in Mishne Tora.In: Trumah 13 (2003), S. 185–207.
- "Was aus der Hebe erwächst, ist wie die Hebe selbst" (Mishna, Terumot, 9,4); Zum hermeneutischen Anliegen Azarja Pigos in seinem halachischen Kommentar Gidulei Teruma. In: An der Schwelle zur Moderne. Juden in der Renaissance, hrsg. v. Giuseppe Veltri/Anette Winkelmann, Leiden 2003, S. 108–125.
- Zur Rezeption der Halacha in den Gerichtsurteilen des Obersten Gerichtshofs in Israel. Ansätze zur Entfaltung eines Modells anhand einer Fallstudie. In: Trumah 14 (2004), S. 149–165.
- The Talmudic Okimta and its Logical Structure: a Contribution to the Systematic Research into Talmudic Legal Hermeneutics. In: Jewish Studies Quarterly, 2 (2005), S. 129–147.
- Von vier und mehr Gründen, warum man die Pe'a für die Armen am Feldende stehen lassen muss. In: Trumah 15 (2005), S. 79–98.
- Aspekte institutioneller Autorität in der rabbinischen Literatur. In: ebd. (Hg.): Der Odem des Menschen ist eine Leuchte des Herrn, Heidelberg 2006, S. 27–43.
- Über die Situation des Talmudstudiums zur Zeit Raschis. In: Raschi und sein Erbe. Internationale Tagung der Hochschule für Jüdische Studien mit der Stadt Worms. Hrsg. v. Daniel Krochmalnik, Hanna Liss, Ronen Reichman, Heidelberg 2007, S. 35–46.
- "Les Vrais Riches", Notizen am Rand. Ein Tagebuch aus dem Ghetto Lodz (Mai bis August 1944), hrsg. von Hanno Loewy und Andrzej Bodek. Aus dem Jiddischen von Esther Alexander-Ihme, aus dem Polnischen von Andrzei Bodek, dem Englischen von Irmgard Hölscher und dem Hebräischen von Ronen Reichman, 1997.
- "Und wenn ich für mich bin, was bin ich?". In: Wenn nicht ich, wer? Wenn nicht jetzt, wann?  Themenheft, hrsg. von der Gesellschaft für Christlich-Jüdische Zusammenarbeit Deutscher KoordinierungsRat e.V., 1998.
- Nachruf für Prof. Aharon R. E. Agus seligen Angedenkens. In: Jüdische Allgemeine Zeitung Januar, 2003.
- Wer ist Jude? Zeitungsartikel in: FAZ, 11. März 2005.